# Landry Fields
Landry Fields (Long Beach, Kalifornija, 27. lipnja 1988.) američki je profesionalni košarkaš. Igra na poziciji bek šutera, a može igrati i nisko krilo. Trenutačno je član NBA momčadi New York Knicksa. Izabran je u 2. krugu (39. ukupno) NBA drafta 2010. od strane istoimene momčadi.

## Srednja škola i sveučilište
Fields je pohađao srednju školu Los Alamitos High School te je bio kapetan momčadi u trećoj i četvrtoj godini pohađanja. Nakon srednje škole, Fields se, iako je bio velika želja trenera sveučilišta Gonzaga, odlučio na pohađanje sveučilišta Stanford. Već kao freshman, Fields je, ulazeći s klupe, ostvarivao 14 minuta u igri. S godinama je poboljšao svoju igru, a na četvrtoj godini pohađanja, Fields je predvodio Pac-10 konferenciju s prosjekom od 22 poena po utakmici.

## NBA karijera
Izabran je kao 39. izbor NBA drafta 2010. godine od strane New York Knicksa. Nakon sjajnih igara u predsezonskim utakmicama, Fields je, s početkom NBA sezone, imenovan starterom na poziciji bek šutera. 16. studenog 2010., u utakmici s Denver Nuggetsima, Fields je postigao učinke karijere u poenima (21) i skokovima (17). Za svoje sjajne izvedbe, Fields je imenovan, zajedno s Blakeom Griffinom, novakom mjeseca studenog.

## Vanjske poveznice
- Profil na NBA.com
- Profil  Arhivirana inačica izvorne stranice od 24. prosinca 2010. (Wayback Machine) na Basketball-Reference.com